# Voetbalelftal van Servië en Montenegro in 2004
Het voetbalelftal van Servië en Montenegro speelde negen officiële interlands in het jaar 2004, waaronder vier duels in de kwalificatiereeks voor het WK voetbal 2006 in Duitsland. De selectie van Klein-Joegoslavië stond onder leiding van Ilija Petković. Op de FIFA-wereldranglijst zakte Servië en Montenegro in 2004 van de 41ste (januari 2004) naar de 46ste plaats (december 2004).

## Balans
| Wedstrijden | Wedstrijden | Wedstrijden | Wedstrijden | Doelpunten | Doelpunten | Doelpunten | Punten |
| Gespeeld    | Winst       | Gelijk      | Verlies     | Voor       | Tegen      | Saldo      | Punten |
| ----------- | ----------- | ----------- | ----------- | ---------- | ---------- | ---------- | ------ |
| 9           | 4           | 3           | 2           | 14         | 4          | +10        | 1.222  |

## Interlands
|                                                               |              |                            |           |                                                                                      |
| 31 maart Vriendschappelijk № 616 «onderlinge duels» 18:00 uur | Servië en M. | 0 – 1                      | Noorwegen | Stadion Crvene Zvezde, Belgrado Toeschouwers: 6.000 Scheidsrechter: Novo Panić (BIH) |
| 31 maart Vriendschappelijk № 616 «onderlinge duels» 18:00 uur |              | 76' (pen.) Martin Andresen |           | Stadion Crvene Zvezde, Belgrado Toeschouwers: 6.000 Scheidsrechter: Novo Panić (BIH) |

|                                                               |                 |       |                    |                                                                               |
| 28 april Vriendschappelijk № 617 «onderlinge duels» 19:45 uur | Noord-Ierland   | 1 – 1 | Servië en M.       | Windsor Park, Belfast Toeschouwers: 9.690 Scheidsrechter: Ceri Richards (WAL) |
| 28 april Vriendschappelijk № 617 «onderlinge duels» 19:45 uur | James Quinn 18' |       | 7' Veljko Paunović | Windsor Park, Belfast Toeschouwers: 9.690 Scheidsrechter: Ceri Richards (WAL) |

|                                                              |                                       |       |           | |
| 11 juli Vriendschappelijk № 618 «onderlinge duels» 14:00 uur | Servië en M.                          | 2 – 0 | Slowakije | Hakatanomori Athletic Stadium, Fukuoka Toeschouwers: 24.458 Scheidsrechter: Toshimitsu Yoshida (JPN) |
| 11 juli Vriendschappelijk № 618 «onderlinge duels» 14:00 uur | Savo Milošević 6' Nenad Jestrović 90' |       |           | Hakatanomori Athletic Stadium, Fukuoka Toeschouwers: 24.458 Scheidsrechter: Toshimitsu Yoshida (JPN) |

|                                                              |                   |       |              |                                                                                  |
| 13 juli Vriendschappelijk № 619 «onderlinge duels» 19:00 uur | Japan             | 1 – 0 | Servië en M. | Nissan Stadium, Yokohama Toeschouwers: 57.616 Scheidsrechter: Eddie Lennie (AUS) |
| 13 juli Vriendschappelijk № 619 «onderlinge duels» 19:00 uur | Yasuhito Endo 48' |       |              | Nissan Stadium, Yokohama Toeschouwers: 57.616 Scheidsrechter: Eddie Lennie (AUS) |

|                                                                  |                |       |                     |                                                                                           |
| 18 augustus Vriendschappelijk № 620 «onderlinge duels» 20:15 uur | Slovenië       | 1 – 1 | Servië en M.        | Centralni Stadion, Ljubljana Toeschouwers: 5.000 Scheidsrechter: Tom Henning Øvrebø (NOR) |
| 18 augustus Vriendschappelijk № 620 «onderlinge duels» 20:15 uur | Nastja Čeh 82' |       | 49' Nenad Jestrović | Centralni Stadion, Ljubljana Toeschouwers: 5.000 Scheidsrechter: Tom Henning Øvrebø (NOR) |

|                                                                |            |                                                           |              |                                                                                         |
| 4 september WK-kwalificatie № 621 «onderlinge duels» 20:30 uur | San Marino | 0 – 3                                                     | Servië en M. | Stadio Olimpico, Serravalle Toeschouwers: 1.137 Scheidsrechter: Akmalhan Holmatov (KAZ) |
| 4 september WK-kwalificatie № 621 «onderlinge duels» 20:30 uur |            | 4' Zvonimir Vukić 15' Nenad Jestrović 83' Nenad Jestrović |              | Stadio Olimpico, Serravalle Toeschouwers: 1.137 Scheidsrechter: Akmalhan Holmatov (KAZ) |

|                                                              |                 |       |              |                                                                                      |
| 9 oktober WK-kwalificatie № 622 «onderlinge duels» 20:15 uur | Bosnië en Herz. | 0 – 0 | Servië en M. | Koševo Stadion, Sarajevo Toeschouwers: 32.000 Scheidsrechter: Gilles Veissière (FRA) |
| 9 oktober WK-kwalificatie № 622 «onderlinge duels» 20:15 uur |                 |       |              | Koševo Stadion, Sarajevo Toeschouwers: 32.000 Scheidsrechter: Gilles Veissière (FRA) |

|                                                               |                                                                                                  |       |            |                                                                                          |
| 13 oktober WK-kwalificatie № 623 «onderlinge duels» 20:00 uur | Servië en M.                                                                                     | 5 – 0 | San Marino | Stadion Crvene Zvezde, Belgrado Toeschouwers: 4.000 Scheidsrechter: Lassin Isaksen (FAR) |
| 13 oktober WK-kwalificatie № 623 «onderlinge duels» 20:00 uur | Savo Milošević 35' Dejan Stanković 45' Dejan Stanković 50' Ognjen Koroman 53' Zvonimir Vukić 69' |       |            | Stadion Crvene Zvezde, Belgrado Toeschouwers: 4.000 Scheidsrechter: Lassin Isaksen (FAR) |

|                                                                |        |                                      |              |                                                                                              |
| 17 november WK-kwalificatie № 624 «onderlinge duels» 20:15 uur | België | 0 – 2                                | Servië en M. | Koning Boudewijnstadion, Brussel Toeschouwers: 28.350 Scheidsrechter: Peter Fröjdfeldt (SWE) |
| 17 november WK-kwalificatie № 624 «onderlinge duels» 20:15 uur |        | 10' Zvonimir Vukić 60' Mateja Kežman |              | Koning Boudewijnstadion, Brussel Toeschouwers: 28.350 Scheidsrechter: Peter Fröjdfeldt (SWE) |

## FIFA-wereldranglijst
| JAN | FEB | MAR | APR | MEI | JUN | JUL | AUG | SEP | OKT | NOV | DEC |
| --- | --- | --- | --- | --- | --- | --- | --- | --- | --- | --- | --- |
| 41  | 43  | 43  | 44  | 45  | 44  | 48  | 44  | 51  | 55  | 54  | 46  |

## Statistieken
| Dragoslav Jevrić      | 1974-07-08 | Ankaraspor AŞ         | 7 | 0 | 0 |  |  |
| Zoran Banović         | 1977-10-14 | Rode Ster Belgrado    | 1 | 0 | 0 |  |  |
| Vladimir Dišljenković | 1981-07-02 | Metaloerh Donetsk     | 1 | 0 | 0 |  |  |
| Verdediging           |            |                       |   |   |   |  |  |
| Ivica Dragutinović    | 1975-11-13 | Standard Luik         | 7 | 0 | 0 |  |  |
| Goran Gavrančić       | 1978-08-02 | Dynamo Kiev           | 7 | 0 | 0 |  |  |
| Mladen Krstajić       | 1974-03-04 | Schalke 04            | 5 | 0 | 0 |  |  |
| Dušan Petković        | 1974-06-13 | Spartak Moskou        | 3 | 1 | 0 |  |  |
| Milan Dudić           | 1979-11-01 | Rode Ster Belgrado    | 3 | 0 | 0 |  |  |
| Nemanja Vidić         | 1981-10-21 | Spartak Moskou        | 3 | 0 | 0 |  |  |
| Nenad Djordjević      | 1979-08-07 | Partizan Belgrado     | 2 | 1 | 0 |  |  |
| Djordje Jokić         | 1981-01-20 | OFK Beograd           | 2 | 0 | 0 |  |  |
| Aleksandar Pantić     | 1978-10-01 | Železnik Belgrado     | 2 | 0 | 0 |  |  |
| Bojan Neziri          | 1982-02-26 | Metaloerh Donetsk     | 1 | 1 | 0 |  |  |
| Dragan Šarac          | 1975-09-27 | Rode Ster Belgrado    | 1 | 1 | 0 |  |  |
| Milivoje Ćirković     | 1977-04-14 | Partizan Belgrado     | 1 | 0 | 0 |  |  |
| Predrag Ocokoljić     | 1977-07-29 | Toulouse FC           | 1 | 0 | 0 |  |  |
| Milivoje Vitakić      | 1977-05-16 | Lille OSC             | 0 | 2 | 0 |  |  |
| Dragan Vukmir         | 1978-08-02 | Ferencvárosi TC       | 0 | 1 | 0 |  |  |
| Middenveld            |            |                       |   |   |   |  |  |
| Zvonimir Vukić        | 1979-07-19 | Shakhtar Donetsk      | 7 | 0 | 3 |  |  |
| Dejan Stanković       | 1978-09-11 | Internazionale        | 6 | 0 | 2 |  |  |
| Ognjen Koroman        | 1978-09-19 | Krylja Sovetov Samara | 5 | 0 | 1 |  |  |
| Dragan Mladenović     | 1976-02-16 | Real Sociedad         | 5 | 0 | 0 |  |  |
| Igor Duljaj           | 1979-10-29 | Shakhtar Donetsk      | 3 | 2 | 0 |  |  |
| Saša Ilić             | 1977-12-30 | Partizan Belgrado     | 2 | 1 | 0 |  |  |
| Marjan Marković       | 1981-09-28 | Rode Ster Belgrado    | 2 | 1 | 0 |  |  |
| Miloš Marić           | 1982-03-05 | Olympiakos Piraeus    | 2 | 1 | 0 |  |  |
| Veljko Paunović       | 1977-08-21 | Hannover 96           | 1 | 0 | 0 |  |  |
| Predrag Djordjević    | 1972-08-04 | Olympiakos Piraeus    | 1 | 0 | 0 |  |  |
| Albert Nadj           | 1974-10-24 | Partizan Belgrado     | 1 | 0 | 0 |  |  |
| Goran Trobok          | 1974-09-06 | Spartak Moskou        | 1 | 0 | 0 |  |  |
| Nenad Brnović         | 1980-01-18 | Partizan Belgrado     | 0 | 4 | 0 |  |  |
| Jovan Markoski        | 1980-06-23 | Železnik Belgrado     | 0 | 3 | 0 |  |  |
| Bojan Zajić           | 1980-06-17 | FK Obilić             | 0 | 1 | 0 |  |  |
| Vladimir Ivić         | 1977-05-07 | AEK Athene            | 0 | 1 | 0 |  |  |
| Aanval                |            |                       |   |   |   |  |  |
| Savo Milošević        | 1973-09-01 | CA Osasuna            | 7 | 0 | 2 |  |  |
| Danijel Ljuboja       | 1978-09-04 | Paris Saint-Germain   | 3 | 0 | 0 |  |  |
| Mateja Kežman         | 1979-04-12 | Chelsea               | 2 | 3 | 1 |  |  |
| Danko Lazović         | 1983-05-17 | Feyenoord             | 2 | 1 | 0 |  |  |
| Nenad Jestrović       | 1976-05-09 | RSC Anderlecht        | 1 | 3 | 4 |  |  |
| Darko Kovačević       | 1973-11-18 | Real Sociedad         | 1 | 0 | 0 |  |  |
| Miloš Kolaković       | 1974-06-25 | Debreceni VSC         | 0 | 3 | 0 |  |  |
| Marko Pantelić        | 1978-09-15 | Rode Ster Belgrado    | 0 | 2 | 0 |  |  |
| Simon Vukčević        | 1986-01-29 | Partizan Belgrado     | 0 | 2 | 0 |  |  |
| Nikola Žigić          | 1980-09-25 | Rode Ster Belgrado    | 0 | 1 | 0 |  |  |

FSJ · A-internationals · Bondscoaches · Selecties · Joegoslavisch vrouwenelftal · Joegoslavië U21 · Joegoslavië U19 · Joegoslavië U18 · Joegoslavië U17 · Joegoslavië U16
1920 – 1929 ·
1930 – 1939 ·
1940 – 1949 ·
1950 – 1959 ·
1960 – 1969 ·
1970 – 1979 ·
1980 – 1989 ·
1990 – 1999 ·
2000 – 2002
EK 1960 · 
EK 1968 · 
EK 1976 · 
EK 1984 · 
EK 2000
WK 1930 · 
WK 1950 · 
WK 1954 · 
WK 1958 · 
WK 1962 · 
WK 1974 · 
WK 1982 · 
WK 1990 · 
WK 1998 · 
OS 1920 · 
OS 1924 · 
OS 1928 · 
OS 1948 · 
OS 1952 · 
OS 1956 · 
OS 1960 · 
OS 1980 · 
OS 1984 · 
OS 1988
1920 · 
1921 · 
1922 · 
1923 · 
1924 · 
1925 · 
1926 · 
1927 · 
1928 · 
1929 · 
1930 · 
1931 · 
1932 · 
1933 · 
1934 · 
1935 · 
1936 · 
1937 · 
1938 · 
1939 · 
1940 · 
1941 · 
1942 · 1943 · 1944 · 1945 · 
1946 · 
1947 · 
1948 · 
1949 · 
1950 · 
1952 · 
1952 · 
1953 · 
1954 · 
1955 · 
1956 · 
1957 · 
1958 · 
1959 · 
1960 · 
1961 · 
1962 · 
1963 · 
1964 · 
1965 · 
1966 · 
1967 · 
1968 · 
1969 · 
1970 · 
1971 · 
1972 · 
1973 · 
1974 · 
1975 · 
1976 · 
1977 · 
1978 · 
1979 · 
1980 · 
1981 · 
1982 · 
1983 · 
1984 · 
1985 · 
1986 · 
1987 · 
1988 · 
1989 · 
1990 · 
1991 · 
1992 · 
1993 · 
1994 · 
1995 · 
1996 · 
1997 · 
1998 · 
1999 · 
2000 · 
2001 · 
2002 · 
Albanië ·
Algerije ·
Argentinië ·
Bangladesh ·
België ·
Bolivia ·
Bosnië en Herzegovina · 
Brazilië ·
Bulgarije ·
Canada ·
Chili ·
China ·
Colombia ·
Congo-Kinshasa ·
Costa Rica ·
Cyprus ·
Denemarken ·
DDR ·
Duitsland ·
Ecuador ·
Egypte ·
El Salvador · 
Engeland ·
Ethiopië ·
Faeröer ·
Finland ·
Frankrijk ·
Ghana · 
Griekenland ·
Honduras ·
Hongarije ·
Hongkong ·
Ierland ·
Indonesië ·
Iran ·
Israël ·
Italië ·
Japan ·
Kroatië ·
Luxemburg ·
Malta ·
Marokko ·
Mexico ·
Nederland ·
Nigeria ·
Noord-Ierland ·
Noord-Macedonië ·
Noorwegen ·
Oekraïne ·
Oostenrijk ·
Paraguay ·
Peru · 
Polen ·
Portugal ·
Roemenië ·
Rusland ·
Saarland ·
Schotland ·
Slovenië ·
Slowakije ·
Sovjet-Unie ·
Spanje ·
Tsjechië ·
Tsjecho-Slowakije ·
Tunesië ·
Turkije ·
Uruguay ·
Venezuela ·
Verenigde Arabische Emiraten ·
Verenigde Staten ·
Wales ·
Zuid-Korea ·
Zweden ·
Zwitserland
FSSCG · A-internationals · Bondscoaches · Vrouwenelftal van Servië en Montenegro · Servië en Montenegro U19 · Servië en Montenegro U17
2003 – 2006
WK 2006
OS 2004
2003 · 
2004 · 
2005 · 
2006
Argentinië ·
Azerbeidzjan ·
België ·
Bosnië en Herzegovina ·
Bulgarije ·
China ·
Duitsland ·
Engeland ·
Faeröer ·
Finland ·
Italië ·
Ivoorkust ·
Japan ·
Litouwen ·
Nederland ·
Noord-Ierland ·
Noorwegen ·
Oekraïne ·
Polen ·
San Marino ·
Slovenië ·
Slowakije ·
Spanje ·
Tunesië ·
Uruguay ·
Wales ·
Zuid-Korea
Argentinië (2006) · 
Ivoorkust (2006) · 
Nederland (2006)